# Mölltal
Mölltal är en dal i Österrike.   Den ligger i förbundslandet Kärnten, i den centrala delen av landet, 280 km sydväst om huvudstaden Wien.
Trakten runt Mölltal består i huvudsak av gräsmarker. Runt Mölltal är det ganska glesbefolkat, med 29 invånare per kvadratkilometer.